# Xar (архиватор)
xar (eXtensible ARchive format) — это формат сжатия данных и архивации файлов с открытым исходным кодом. Файл в этом формате обычно имеет расширение .xar и хранит в сжатом или несжатом виде один или несколько файлов, которые можно из него извлечь путём распаковки с помощью специальной программы.
XAR был создан в рамках проекта OpenDarwin и используется в операционной системе Mac OS X 10.5 для процедуры установки программного обеспечения.
Менеджер пакетов RPM Package Manager также использует XAR.